# Magulla
Magulla is een geslacht van spinnen uit de familie vogelspinnen (Theraphosidae).

## Soorten
De volgende soorten zijn bij het geslacht ingedeeld:
- Magulla brescoviti Indicatti et al., 2008
- Magulla buecherli Indicatti et al., 2008
- Magulla janeira (Keyserling, 1891)
- Magulla obesa Simon, 1892